# Frenda
Frenda (en arabe : فرندة, en tifinagh : ⴼⵔⴻⵏⴷⴰ) est une ville et un chef-lieu de commune du même nom, située dans la wilaya de Tiaret en Algérie.

## Géographie

### Localisation
La commune de Frenda est située dans la partie occidentale de la wilaya de Tiaret, à 50 km au sud-ouest de la ville de Tiaret. La ville de Frenda est distante de 222 km d’Oran, de 110 km de Mascara.

### Communes limitrophes
Le territoire administratif de la commune de Frenda est délimité, au Nord, par la commune de Meroussa et la commune de Sidi Bakhti, au Sud, par la commune de Aïn Kermes et la commune de Medrissa, à l’Est, par la commune de Tousnina, et à l’Ouest, par la commune de Aïn El Hadid.
|              | Medroussa, Sidi Bakhti |          |
| Aïn El Hadid | Frenda                 | Tousnina |
|              | Aïn Kermes, Medrissa   |          |

### Climat
Frenda est située à une altitude de plus de 1 000 m et présente donc un climat sec avec un été très chaud et un hiver froid et rigoureux.

## Toponymie
Frenda signifie en berbère : « cachés ici » (Yefren-da). Le mot troglodytes (habitants des demeures creusées dans la roche) correspond aux localités des berbères Ifren lorsque les premiers auteurs musulmans les décrivent, ainsi Ifren est le pluriel du mot « Ifri » qui signifie caverne (le pluriel de Ifri est Ifren), ainsi que la racine berbère /WFR/ et de la racine berbère zénète /FR/ qui signifient : cacher ou se cacher. On retrouve la toponymie un peu partout en Afrique du Nord, en Algérie, il existe un village au nom d'Ifri près d'Ouzellaguen et un autre au nom d'Ifran pas loin de Toudja dans la wilaya de Béjaïa en Kabylie. Ifri fut le premier nom berbère de la ville d'Oran. Durant l'antiquité, les Ifrenides (Ait Ifren) fut le nom d'une grande et puissante tribu berbère. Les Romains appelaient l'ancien royaume carthaginois qu'ils avaient conquis du nom d'Africa probablement en l'honneur de la déesse autochtone Ifri. Avec l'annexion de la Numidie en 46 av. J.-C., Rome la baptisa Africa Nova. Ce nom s'est étendu à tout le continent par la suite.

## Histoire
Le nom de Frenda, cette antique bourgade des hauts plateaux, contemporaine de Rome et de Carthage évoque sans hésitation les grottes séculaires de Taoughazout, les célèbres mausolées des Djeddar, la chapelle des Donatistes (Vestiges de Ain Sbiba).

### Période française
Frenda est une sous-préfecture depuis 1955, d'abord pour le département d'Oran puis rattachée a la préfecture de Tiaret. Elle devient un daïra dès l'indépendance en 1962.

## Population et société

### Démographie
La population de la commune de Frenda, qui comprend le chef-lieu de commune et les agglomérations secondaires, est estimée à 54 162 habitants au recensement de 2008.

## Transports
La ville est desservie depuis janvier 2023 par la gare ferroviaire de Frenda localisée sur le territoire de la commune voisine d'Aïn Kermes. La gare est située sur la ligne de Saïda à Tiaret dont elle est actuellement (novembre 2024) la gare terminus jusqu'à l'inauguration prochaine de la gare de Tiaret.

## Culture locale et patrimoine

### Lieux et monuments
Frenda est connue pour ses anciens monuments berbères, les djeddars de Frenda, construits durant la période allant de la fin de l'Empire romain d'occident à la conquête arabe.

### Personnalités liées à la commune
- Abdelkader Benayada, footballeur, y est né en 1982.

- Jacques Berque (1910-1995), y est né.
- Ibn Khaldoun né à Tunis en 1332, il étudia de près les phénomènes de désagrégation politique et sociale du Maghreb et d'Andalousie. Lassé des intrigues politiques, il se réfugia, pendant quatre années, avec sa famille, auprès de la tribu berbère zénète des Toudjines (Chez les Oueld Arif) à Qalaat Beni Salama (Taoughazout) à quelques kilomètres au sud de Frenda[8]. Là, il se consacra à l'écriture de son œuvre monumentale : La Muqaddima (Prolégomènes ou Discours sur l'histoire universelle).
- Benhalima Rouane, footballeur, y est né en 1979.
- Edgar Stoebel (1909-2001), y est né.